# 克洛德·奥内斯塔
克洛德·奥内斯塔（法語：Claude Onesta，1957年2月6日—），法国手球运动员、教练员。他曾带领法国参加2008年、2012年和2016年夏季奥林匹克运动会手球比赛，结果队伍获得二枚金牌和一枚银牌。